# Estádio Municipal Germán Becker
O Estádio Municipal Germán Becker é um estádio de futebol situado em Temuco no Chile. É utilizado pelo Temuco no mando de suas partidas e, desde 2007, algumas partidas do Provincial Temuco. Foi inaugurado em 13 de agosto de 1965 com capacidade para 20.930 espectadores e foi demolido e reconstruído para atender as exigência para ser uma das sedes da Copa do Mundo Sub-20 Feminina, sendo reinaugurado em 5 de novembro de 2008 com capacidade para 18.125 espectadores.
O estádio foi escolhido como uma das sub-sedes da Copa América 2015 realizada no Chile. Nesse estádio ocorreu a estreia do  Brasil na competição, com vitória brasileira sobre o Peru pelo placar de 2x1.